# جون كريستوفر كاتلر
جون كريستوفر كاتلر هو مصرفي وسياسي أمريكي، ولد في 5 فبراير 1846 في شفيلد في المملكة المتحدة، وتوفي في 30 يوليو 1928 في مدينة سولت ليك في الولايات المتحدة. نشط حزبياً في الحزب الجمهوري. وقد انتخب حاكم يوتا ‏ (2 يناير 1905 – 4 يناير 1909).